# Heiden (Münsterland)

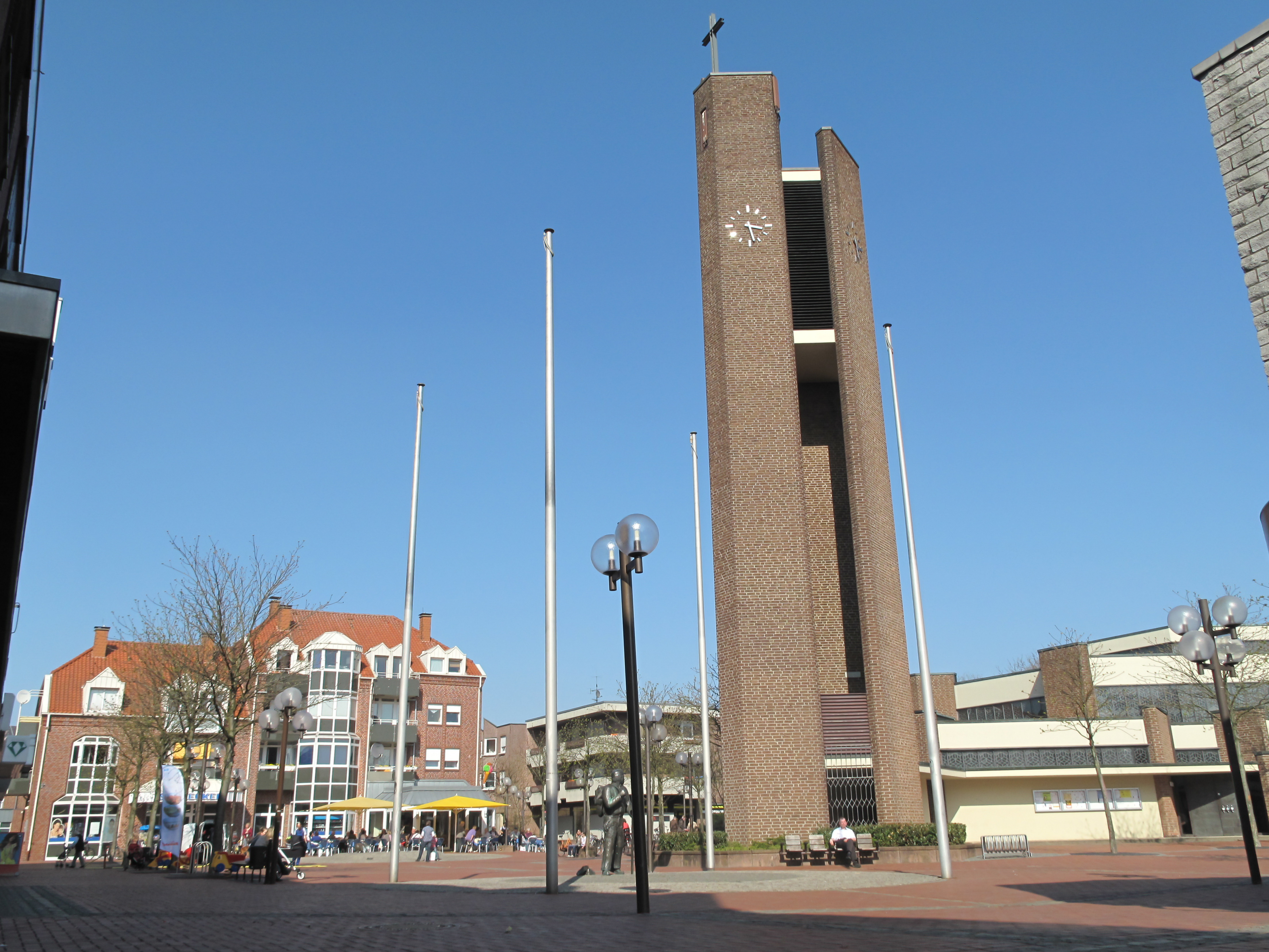
St.-Georg-Kirche auf dem Heidener Rathausplatz

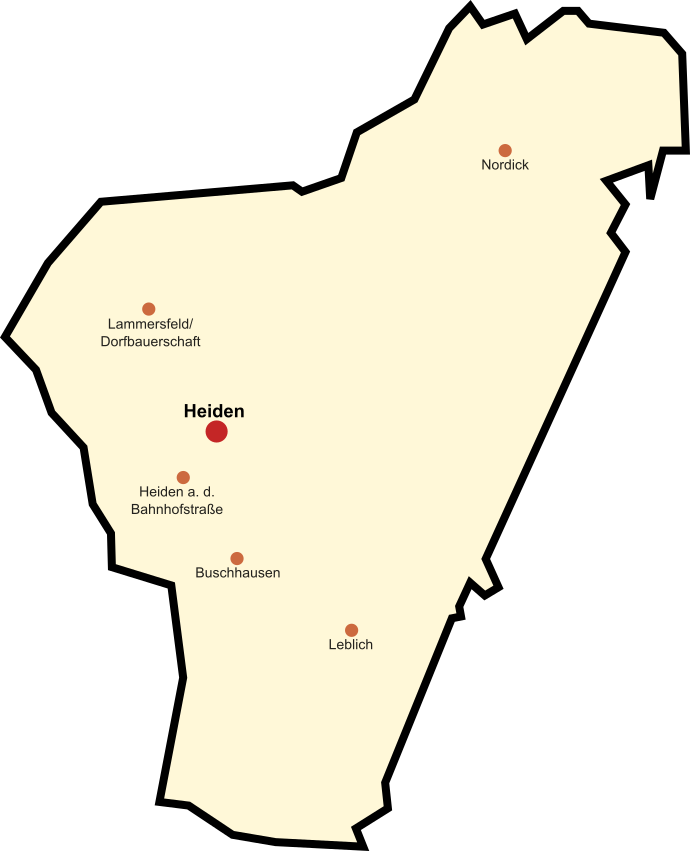
Heiden und seine Ortschaften

Heiden (plattdeutsch Häiden) ist eine Gemeinde im Westmünsterland im Nordwesten von Nordrhein-Westfalen und gehört zum Kreis Borken im Regierungsbezirk Münster.
Wichtigstes Wahrzeichen der Gemeinde sind die Teufelsteine.

## Geographie

### Geographische Lage
Heiden liegt im Westen der Westfälischen Bucht und im Norden des Naturparks Hohe Mark-Westmünsterland. Es befindet sich südlich des Höhenzugs Die Berge.
Mit einem Waldanteil von 23,1 % ist Heiden die waldreichste Gemeinde im Kreis Borken. Der Großteil dieser Waldflächen erstrecken sich auf dem Uhlenberg, in dem auch die Teufelsteine liegen. Durchzogen wird das Heidener Umland von mehreren Nebenflüssen der Borkener Aa, die ins Flusssystem IJssel gehören. Lediglich der Wellbruchbach im Süden ist dem System der Lippe zuzuordnen.

### Gemeindegliederung
Die Gemeindefläche wird nicht weiter gegliedert. Es bestehen jedoch neben dem Hauptort mehrere kleinere Ansiedlungen und drei Bauerschaften. Der eigentliche Hauptort der Gemeinde Heiden ist weitestgehend eingerahmt durch die Umgehungsstraße. Im Südosten des Dorfes sind das Industriegebiet und ein Sport- und Freizeitzentrum angesiedelt. Die verbleibende Landwirtschaft innerhalb der Umgehungsstraße wird zunehmend verdrängt, innerörtliche Freiflächen werden verdichtet.

#### Nordick
Der nordöstliche Teil der Gemeinde wird als Bauerschaft Nordick bezeichnet, im Zentrum der Weiler Nordick an der Hauptstraße zwischen Heiden und Velen. In Nordick finden sich der Reit- und Zuchtverein, der Römersee sowie ein artesischer Brunnen.

#### Leblich
Südöstlich vom Hauptort erstreckt sich die Bauerschaft Leblich, mit den Weilern Leblich und Buschhausen sowie dem Straßendorf Heiden an der Bahnhofstraße. Der Süden der Bauerschaft ist nur dünn besiedelt, hier dehnt sich das Waldgebiet Reker Feld aus.

#### Lammersfeld
Die Bauerschaft Lammersfeld, die sich auf Karten für gewöhnlich unter dem Namen Dorfbauerschaft findet, liegt zwischen Heiden und Borken. Hier gibt es, anders als in Nordick und Leblich, keinen zentralen Weiler, d. h. Lammersfeld ist eine reine Streusiedlung. Geprägt ist das Lammersfeld durch sanfte Hügel und den Grunewald am westlichen Rand der Bauerschaft.

### Nachbarorte
| Borken              | Ramsdorf (zu Velen) | Velen                |
| Marbeck (zu Borken) | Kompass             | Reken                |
| Erle (zu Raesfeld)  | Rhade (zu Dorsten)  | Lembeck (zu Dorsten) |

## Geschichte

### Vorgeschichte
Erste Spuren menschlicher Besiedlung auf dem Heidener Gebiet finden sich in den Teufelsteinen, ein Steingrab aus der Trichterbecherkultur der Jungsteinzeit (ca. 3500–2800 v. Chr.).

### Entstehung/Name
Entstanden ist das heutige Heiden wahrscheinlich aus dem Hof Heghinc an der Landwegkreuzung. Um das Jahr 870 wurde das Heidedorf in einer Schenkung an das Kloster Werden erstmals urkundlich erwähnt.
Der erste Name des Ortes lautete Heidion, später nannte man ihn Heithene, Hethen und zuletzt Heyden. Rückzuführen ist der Name auf die historische Heidelandschaft in der Region, die nach der ersten Abholzung durch die Menschen entstand. Heute ist die Region wieder dicht bewaldet oder intensiv kultiviert und von der Heide sind nur noch wenige Moore übrig geblieben.

### Geschichte bis 1945
1195 wurde das Kirchenspiel Heiden gegründet, und 1209 wurde die Pfarrei Heiden zum ersten Mal urkundlich erwähnt.
1404 plünderte Herzog Rainald IV. von Geldern das Dorf und brannte die Kirche nieder.
Bis zum Beginn des 17. Jahrhunderts gehörte Heiden als Kirchspiel zum Bistum Münster, welches direkt Mitglied im Bund des Heiligen Römischen Reiches war. 1803 kam Heiden im Rahmen der Napoleonischen Kriege zum Fürstentum Salm, welches 1811 in französisches Staatsgebiet überging. Heiden war bis 1815 Teil des Département Lippe, das einen Teil des von Frankreich besetzten Norddeutschlands umfasste. Mit der Besatzung wurde auch in Heiden das französische (weltliche) Verwaltungssystem eingeführt. 1812 wurde somit erstmals ein Bürgermeister (frz. Marie) bestimmt: Ferdinand Steinmann war auch nach Ende der napoleonischen Ära noch bis 1835 Bürgermeister von Heiden. Der Gemeinderat bestand zunächst aus 8 Bürgern.
Nach einer kurzen Übergangsphase wurde Heiden schließlich zum Teil der neuen preußischen Provinz Westfalen. Dort war es bis 1934 einzige Gemeinde des Amts Heiden.
1888 wurde die Kirche erneut abgerissen. Sie wurde als neugotische Kirche bis 1891 auf dem heutigen Alten Kirchplatz wiedererrichtet und bildete seitdem den neuen Ortsmittelpunkt.
1934 wurde das Amt Heiden aufgelöst, sodass die Gemeinde über vier Jahre kreisunmittelbar war. 1938 wurde dann das Amt Heiden-Reken gegründet, dass neben Heiden die Vorgängergemeinden der heutigen Gemeinde Reken umfasste. Heiden war Amtssitz.

### Geschichte seit 1945
In den 1950er Jahren erlebte die Siedlungsfläche eine erste Erweiterung. U.a. die Grundschule, ein Krankenhaus und die evangelische Kirche wurden errichtet. 1973 wurde die im Krieg teilweise beschädigte und wieder aufgebaute Kirche abgerissen, nachdem sie am neu geschaffenen Rathausplatz 1972 durch einen modernen Bau ersetzt worden war.
Mit der Gebietsreform 1975 wurde das Amt Heiden-Reken aufgelöst. Ein Teilgebiet, das bis 1969 zur Gemeinde Marbeck gehörte, wurde mit damals etwa 240 Einwohnern der Kreisstadt Borken eingegliedert. Am selben Tag wurde ein weiteres Flächenstück mit damals etwa 150 Einwohnern an die Nachbargemeinde Velen abgegeben. Über zwei Jahre wurden Heiden und Reken trotz der Amtsauflösung gemeinsam verwaltet. 1976 wurde das Krankenhaus in ein Altenheim umgewandelt. Bis heute entwickelt sich Heidens Siedlungsgebiet in Richtung der Umgehungsstraßen weiter.

### Einwohnerentwicklung
| Jahr | Einwohnerzahl |
| 1834 | 4.924         |
| 1895 | 1.922         |
| 1931 | 2.970         |
| 1974 | 5.745         |
| 1980 | 5.958         |
| 1985 | 6.223         |
| 1990 | 6.888         |
| 1995 | 7.375         |
| 2000 | 8.005         |
| 2005 | 8.129         |
| 2010 | 8.080         |
| 2015 | 8.152         |
| 2022 | 8.317         |

## Religion
Heiden ist ein überwiegend katholischer Ort. Es existieren die katholische St.-Georg-Pfarrgemeinde und die evangelische St.-Paulus-Gemeinde. Zum Ende des Jahres 2022 gehörten 5695 Menschen der Pfarrei St. Georg an. Das entspricht einer Abnahme von rund 200 Mitgliedern seit 2020.

### St. Georg
Die St.-Georg-Gemeinde verfügt über die zentral gelegene, wichtigste Kirche im Ort. Ihr Pfarrheim hat die Gemeinde unmittelbar an der Kirche angebaut. In der Nordhälfte des Ortes liegen zwei katholische Kindergärten (St. Georg und St. Josef). Außerdem ist die Gemeinde Träger des Altenheims St. Josef.

### St. Paulus
Die deutlich kleinere evangelische Gemeinde betreibt ihre Kirche und ihr Gemeindezentrum in einem Gebäudekomplex im Norden des Ortes. Ein St.-Paulus-Kindergarten existiert im Süden des Dorfes.

## Politik

### Gemeinderat

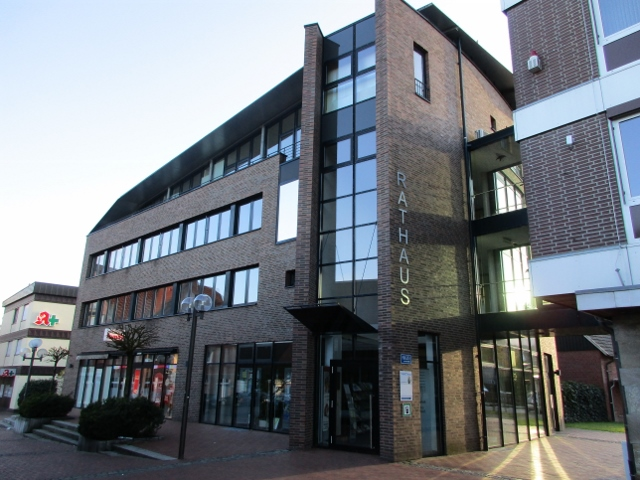
Der moderne Rathauskomplex auf dem Rathausplatz (2016)

Der Gemeinderat besteht aus 26 Ratsmitgliedern. Nach den Kommunalwahlen in Nordrhein-Westfalen 2020 sind die Sitze wie folgt auf die Parteien und Listen aufgeteilt:
|      | CDU      | SPD     | UWG     | GRÜNE   | Gesamt   |
| ---- | -------- | ------- | ------- | ------- | -------- |
| 2020 | 14 Sitze | 6 Sitze | 2 Sitze | 4 Sitze | 26 Sitze |
| 2014 | 14 Sitze | 8 Sitze | 4 Sitze | —       | 26 Sitze |
| 2009 | 14 Sitze | 6 Sitze | 3 Sitze | 3 Sitze | 26 Sitze |
| 2004 | 13 Sitze | 6 Sitze | 5 Sitze | 2 Sitze | 26 Sitze |
| 1999 | 12 Sitze | 6 Sitze | 3 Sitze | 1 Sitz  | 22 Sitze |
| 1994 | 11 Sitze | 7 Sitze | 3 Sitze | —       | 21 Sitze |
| 1989 | 15 Sitze | 9 Sitze | 3 Sitze | —       | 27 Sitze |

### Bürgermeister
Bei den Kommunalwahlen in Nordrhein-Westfalen 2020 wurde Patrick Voßkamp (CDU) mit 50,51 Prozent der Stimmen zum Bürgermeister gewählt. Sein Gegenkandidat Andreas Berger (SPD) erhielt 49,49 Prozent.

### Wappen, Banner und Flagge
Der Gemeinde ist mit Urkunde des Innenministers des Landes Nordrhein-Westfalen in Düsseldorf vom 17. April 1956 das Recht zur Führung eines Wappens, eines Siegels und einer Flagge verliehen worden.

Wappen
Banner
Flagge

#### Wappen
Blasonierung: „Im blauem Feld zwei silberne (weiße) Balken, deren unterem ein goldenes (gelbes) Hünengrab aufsitzt.“ Heiden und Werste sind in NRW die einzigen Gemeinden mit einer derartigen Wappenfigur.
Dem Gemeindewappen wurde das Wappen der Herren von Heiden – in Silber drei blaue Balken – zu Grunde gelegt. An Stelle des dritten Balkens erinnert das jungsteinzeitliche Großsteingrab der Teufelsteine an die Besiedlung und Bedeutung des Ortes in vorgeschichtlicher Zeit.

#### Banner und Flagge
Beschreibung des Banners: „Blau-Weiß-Blau im Verhältnis 1:3:1 längsgestreift mit dem Wappen oberhalb der Mitte.“
Beschreibung der Flagge: „Im quadratischen blauen Flaggentuch, zwei weiße Balken, deren unterem ein gelbes Hünengrab aufsitzt; am fliegenden Ende drei weiße nach unten abgeschrägte Lätze.“ Die Hauptsatzung gibt keine Flaggenbeschreibung.

### Städtepartnerschaften
Es besteht eine Städtefreundschaft mit dem thüringischen Heilbad Heiligenstadt, eine Städtepartnerschaft mit Lancaster in den USA und seit April 2018 eine Partnerschaft mit der Gemeinde Rybno in Polen.

#### Heilbad Heiligenstadt
Noch vor der Wiedervereinigung beider deutscher Staaten wurden auf Antrag der CDU-Frauenunion (Bürgerantrag vom 12. Dezember 1989) erste schriftliche Kontakte mit der Stadt Heiligenstadt aufgenommen. Der Grund hierfür ist die Tatsache, dass die Schwestern der hl. Maria Magdalena Postel, die Heiligenstädter Schulschwestern, über viele Jahre ihren Dienst im früheren Krankenhaus und heutigen Altenheim von Heiden verrichtet haben. Danach entwickelte sich ein Dialog zu den offiziellen Vertretern der Stadt Heiligenstadt, den Schwestern im Bergkloster der Heiligenstädter Schulschwestern und den Menschen und Gruppierungen in der Stadt. Parallel dazu fanden intensive Beratungen für die Verwaltungsaufgaben durch Bedienstete der Gemeinde, Hilfsaktionen durch den Werbekreis Heiden, ein Austausch von Jugendlichen und viele Aktivitäten durch die Vereine statt. Die Gemeinde Heiden hat am 9. März 1991 mit der Stadt Heiligenstadt einen Freundschaftsvertrag abgeschlossen und dabei eine enge Zusammenarbeit zwischen Rat und Verwaltung beider Kommunen beurkundet.

#### Lancaster/Wisconsin (USA)
Die Idee zu einer Städtepartnerschaft mit Lancaster (Wisconsin) (USA) liegt in der Musik begründet. Vor vielen Generationen sind Mitglieder der Familie Busch aus Heiden nach Wisconsin ausgewandert. Auf der Suche nach ihren Wurzeln kam die Familie Busch Ende der 1980er Jahre nach Heiden. Im Heimathaus fand ein gemeinsamer Abend mit Mitgliedern der Musikkapelle statt, zumal auch die Familie Busch musiziert. Sie bilden in Lancaster einen wichtigen Teil der dortigen Musikband. So entstand sehr schnell der Wunsch der Heidener Musikkapelle zu einem Besuch in Lancaster. Dieser fand dann im Jahre 1995 statt. Seither gibt es unter den Musikerinnen und Musikern einen regen Austausch. Aber auch erste Aufenthalte von Schülern und Studenten in Amerika folgten. Bei einem Besuch von Mitgliedern der Musikkapelle in Lancaster im Jahr 2007 äußerte die „City Lancaster“ in Person des Mayors Jerome H. Wehrle den Wunsch, eine offizielle Partnerschaft mit Heiden zu begründen.
Die Städtepartnerschaft soll dazu dienen, dass sich auf der Grundlage der freundschaftlichen Kooperation, der Gleichheit und des gegenseitigen Nutzens die Stadt Lancaster und die Gemeinde Heiden zur Förderung und Erweiterung der Kultur-, Wirtschafts- und Handelsbeziehungen zwischen den beiden Städten verpflichten. Außerdem ist geplant, zur Förderung ihres Wohlstands und zur weiteren Vertiefung der Freundschaft zwischen den Menschen der beiden Länder einen weit angelegten Austausch auf Gebieten wie z. B. Bildung, Wissenschaft, Technologie, Sport und Gesundheit zu praktizieren. Am 11. Mai 2010 beschloss der Rat die offizielle Partnerschaft in der Sitzungsurkunde 051/2010.

#### Rybno (Polen)
Seit dem 20. April 2018 besteht eine Städtepartnerschaft mit der Gemeinde Rybno (Polen).

## Kultur und Sehenswürdigkeiten

### Bauwerke
Die Pfarrkirche St. Georg, die auf dem Rathausplatz 1972 im modernen Stil erbaut wurde, fasst 600 Personen.
Der Rathausplatz, der in seiner heutigen Form seit den 1970er Jahren existiert, ist ein Marktplatz mit Rathauskomplex und Kirche. Zuvor war hier noch Ackerfläche. Der heutige Standort des Hauses der Gesundheit war Standort der Kirche bis in die 1960er Jahre. Die zentrale Straßenkreuzung ist der Maiboekenplatz

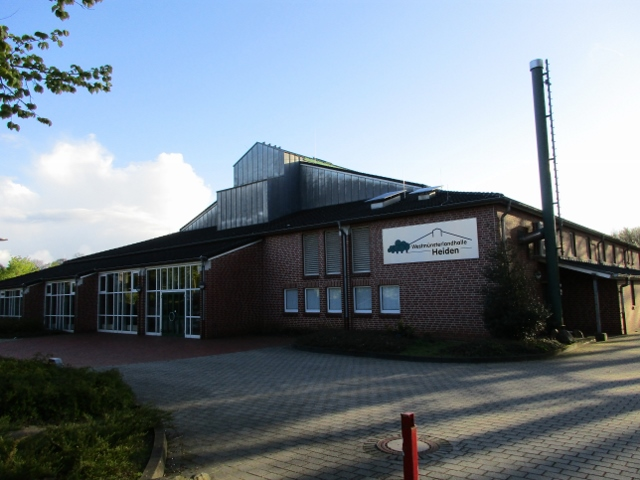
Westmünsterlandhalle

Die kommunale Mehrzweckhalle verfügt über eine abdeckbare Bühne, eine Trennwand, Fußballtore und Basketballkörbe, eine Anzeigetafel und einen Umkleidekomplex. Genutzt wird sie von Musik- und Sportvereinen ebenso wie von Schulen und Kirchen.
Das Heimathaus ist das Museum des Heimatvereins, und das Altenzentrum St. Josef war bis 1976 ein Krankenhaus.

### Grünflächen und Naherholung

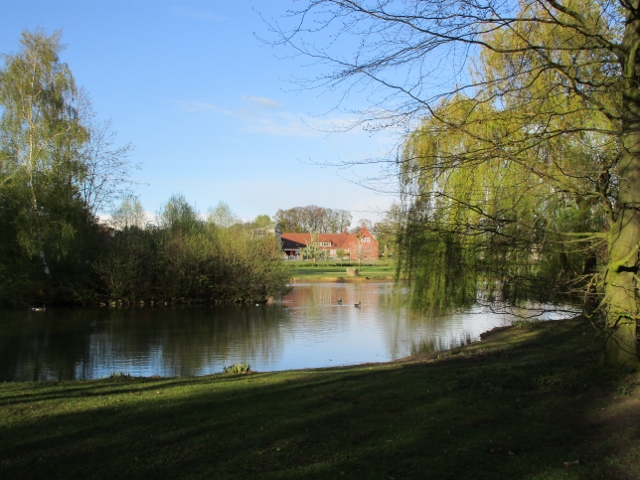
Das Biotop aus Richtung Süden

Innerörtliche Parkflächen sind der Vogelpark mit einer kleinen Auswahl heimischer Vögel in direkter Nähe zu Altenzentrum und das Biotop. Eine See- und Parklandschaft befindet sich im Sport- und Freizeitzentrum.

### Sport
Im Süden des Ortes liegt das Sport- und Freizeitzentrum mit einem Freibad, einer Mehrzweckhalle, dem Heimathaus und großen Sportanlagen.

#### Frei- und Wellenbad
Das kommunale Schwimmbad verfügt über drei Außenbecken, eines als Wellenbad. Außerdem bietet das Gelände mehrere Spielplatzelemente, Hüpfkissen und große Rasenfläche.
Im Winter 2016/17 wurden auf dem Gelände Sanierungsarbeiten vollzogen. Eine Privatisierung des Schwimmbades schloss Bürgermeister Benson aus. Schon sein Vorgänger Buß wollte das Schwimmbad als kommunale Einrichtung erhalten.
Wegen der Besonderheit des Wellenbades und der vergleichsweise großen Liegefläche ist das HeidenSpaßBad an warmen Sommertagen auch ein überregionales Ausflugsziel.

#### Vereinssport
Der größte Sportverein ist der F. C. Viktoria Heiden 1921 e. V., der neben Fußball auch Badminton und Leichtathletik anbietet. Das Heidener Sportzentrum besitzt zwei Natur- und einen Kunstrasenplatz. Der größte Platz trägt den Namen „Volksbank-Stadion“. Die 1. Mannschaft der Fußballabteilung spielte seit der Saison 2004/2005 ununterbrochen in der Landesliga Westfalen. In der Saison 2013/2014 gelang der Mannschaft der Aufstieg in die Westfalenliga 1, was der sechsten Liga auf Bundesebene entspricht. Als Tabellenfünfzehnter folgte im Sommer 2017 der Wiederabstieg in die Landesliga.
| Verein                       | Sportart(en)                                  | Plätze/Anlagen                                                                     | Mitgliederzahl | Gründungsjahr | aktuell höchste Klasse                             |
| ---------------------------- | --------------------------------------------- | ---------------------------------------------------------------------------------- | -------------- | ------------- | -------------------------------------------------- |
| F. C. Viktoria Heiden        | Fußball (nur Herren) Badminton Leichtathletik | zwei Naturrasenplätze, einen Kunstrasenplatz (Mitnutzung der Westmünsterlandhalle) |                | 1921          | Fußball: Landesliga (7. Liga) Badminton: Kreisliga |
| DLRG Ortsgruppe Heiden e. V. | Schwimmen, Rettungsschwimmen                  | Mitnutzung des HeidenSpassBad, Mitnutzung des Lehrschwimmbeckens der Marienschule  | > 350          | 1977          |                                                    |
| TC Heiden 81                 | Tennis                                        | fünf Ascheplätze                                                                   | ca. 250        | 1981          | Herren: Münsterlandliga Damen: Kreisliga           |
| SV Heiden                    | Schach                                        |                                                                                    | 85             | 1962          | Damen: 2. Bundesliga Herren: NRW-Verbandsliga      |
| TTV Heiden 1971              | Tischtennis                                   |                                                                                    | ca. 20         | 1971          | Kreisklasse 2                                      |
| ZRF Heiden                   | Pferdesport, Reiten, Zucht                    |                                                                                    | ca. 400        | 1929          |                                                    |
| TG Heiden                    | Turnen, Tanzen, Fitness Basketball            |                                                                                    | über 800       | 1950          |                                                    |
| Heidener Segelfreunde e. V.  | Segelsport                                    |                                                                                    | ca. 150        | 2007          |                                                    |

### Regelmäßige Veranstaltungen

#### Schützenfest und Dullendienstag
Das Schützenfest des Schützenvereins Heiden findet am zweiten Wochenende im August auf der Schützenfestwiese im Sport- und Freizeitzentrum statt. Neben der klassischen Zeremonie ist auch eine Kirmes mit Fahrgeschäften Teil der Veranstaltung, was das Heidener Schützenfest von den Festen der meisten Nachbargemeinden unterscheidet.
Am Dienstag nach dem Schützenfest wird mit dem Dullendienstag ein Junggesellenschützenfest veranstaltet.

#### Heidener Herbst
Der Heidener Herbst findet am letzten Wochenende im September im gesamten Kernbereich des Dorfes statt. Es gibt einen Trödelmarkt, ein bis zwei Fahrgeschäfte sowie einige Attraktionen, die von Heidener Vereinen organisiert werden.
Höhepunkt am Sonntag ist der Teufelslauf als Volkslauf auf verschiedenen Distanzen.

#### Weitere Veranstaltungen
- Maiboekentag im April (Flohmarkt im Dorfkern)
- Schützenfeste in Leblich/Nordick an Pfingsten abwechselnd in Nordick und Leblich
- HeiDinner von April bis Oktober, jeweils der letzte Freitag im Monat (Feierabendmarkt in Heiden am Rathausplatz)[26]
- Wochenmarkt Freitags auf dem Rathausplatz

## Naturdenkmäler

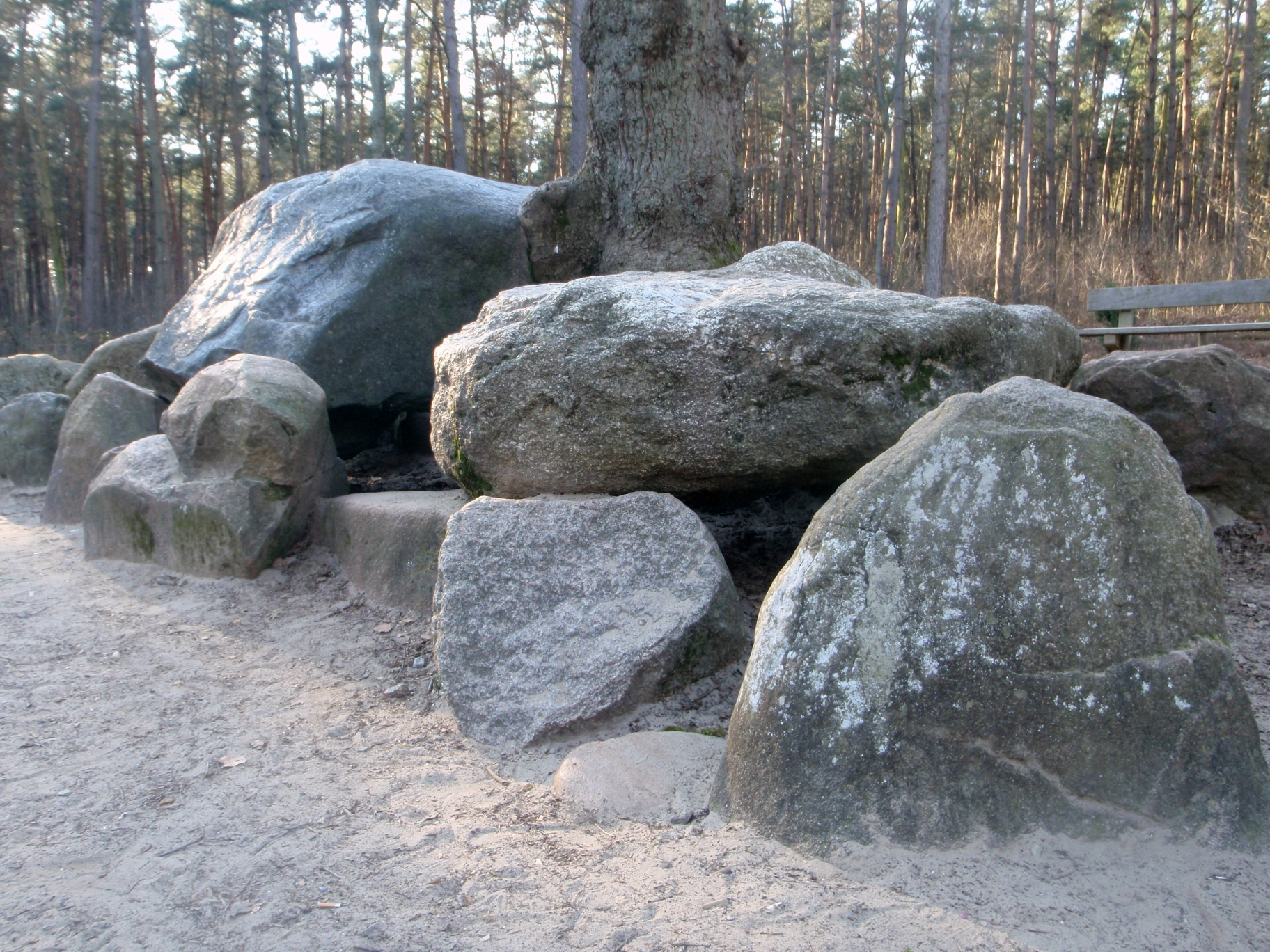
Teufelsteine

### Teufelsteine
Etwa drei Kilometer vom Ort entfernt liegen die Teufelsteine, (niederdeutsch „Düwelsteene“) in einer eiszeitlichen Dünenlandschaft. Dabei handelt es sich um ein steinzeitliches Großsteingrab der Trichterbecherkultur. Die Teufelsteine gelten als das Heidener Wahrzeichen und finden sich auch im Wappen wieder.

### Römersee
Im Norden des Gebietes an der Grenze zu Velen liegt der knapp 0,7 ha große Römersee, um den sich früher ein Naturschutzgebiet befand. Heute ist der Römersee Standort eines Campingplatzes.

### Kranenmeer

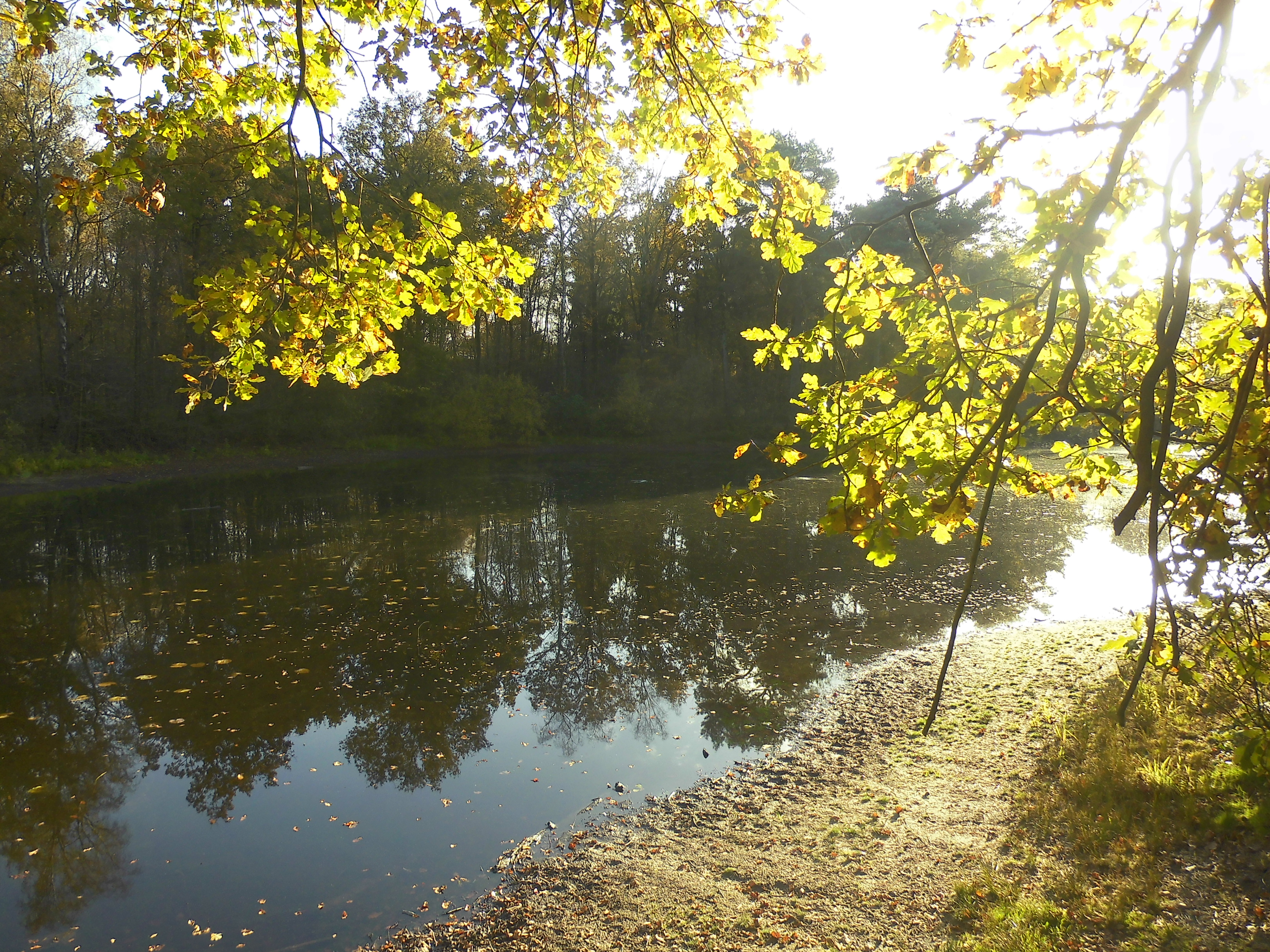
Kranenmeer in Heiden

Das Naturschutzgebiet Kranenmeer liegt im Süden des Gemeindegebietes mit dem gleichnamigen See und einem Rundweg. Seit 1950 ist es als Naturschutzgebiet ausgewiesen und inzwischen Teil des Natura-2000-Netzwerks.

### Schwarzes Venn
Das Naturschutzgebiet Schwarzes Venn schließt sich an das Velener Gebiet Weißes Venn an. Hier liegt auch ein artesischer Brunnen mit Tretbecken.

## Wirtschaft und Infrastruktur
Heiden hat ein Industriegebiet im Südosten des Ortes mit Ausrichtung auf die nahe gelegene A 31.
Gemeinsam mit Reken und Borken wollte sich Heiden am Gewerbepark A 31 beteiligen, dessen Realisierung aus Naturschutzgründen mittlerweile aufgegeben wurde.

### Grundversorgung
Ursprünglich existierten am Rathausplatz eine Aldi- und eine Plus-Filiale. 2010 gab Aldi den Standort Heiden auf, der Plus-Markt zog in dessen Verkaufsraum und wurde zu einer Netto-Filiale umgewandelt. Im Industriegebiet existieren überdies Supermärkte der Lidl-Kette und der regionalen K+K-Kette. Die EDEKA und die Drogeriekette Rossmann wollen ab 2026 im Kern des Neubauprojekts Mühlenquartier Filialen beziehen.

### Gastronomie
Im Ortskern werden mehrere Mischbetriebe aus Hotel und Restaurant betrieben, die ein kleines Zimmerangebot bieten. Im Außengebiet gelegen sind zwei weitere Gasthöfe. Außerdem werden verschiedene Cafés betrieben.

### Medizin und Gesundheit
Seit dessen Bau 2013 konzentriert sich die ärztliche Versorgung auf das Haus der Gesundheit. Hier sind neben einigen Praxen auch eine Apotheke und ein Reha-Zentrum untergebracht.

### Öffentliche Dienstleister

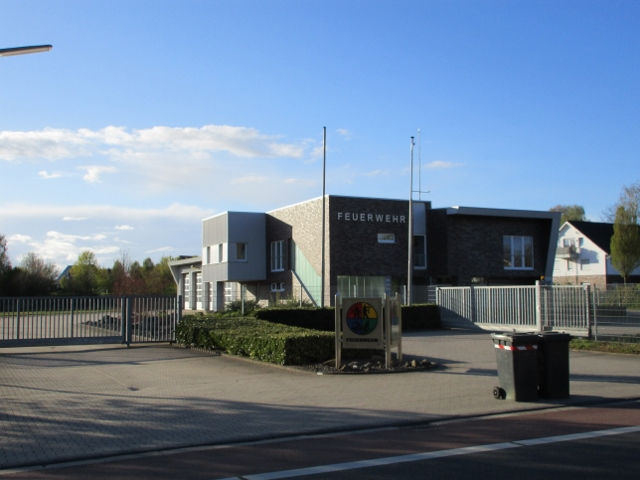
Das Gebäude der Heidener Feuerwehr

Die Polizei hat in Heiden eine Dienststelle im Rathaus. Im Süden existiert eine Wache der Freiwilligen Feuerwehr. Des Weiteren betreibt die Gemeinde eine Kläranlage und einen Bauhof am Südrand des Ortes.

### Unternehmen
Geprägt ist das Heidener Industriegebiet von der hier ansässigen Hallenbaufirma Brüninghoff.

### Bildung
Der Bildungsstandort Heiden verfügt seit 2018 nur noch über eine allgemeinbildende Schule, die katholische Mariengrundschule. Die Ludgerusschule (1956–2018, zunächst evangelische Volksschule, später Hauptschule) ist seit jenem Schuljahr ausgelaufen und war Heidens einzige weiterführende Schule. Für weiterführende Bildung wird vor allem der Bildungsstandort Borken genutzt. Auch Realschulen in den Nachbarorten Reken und Velen dienen diesem Zweck. Weitere Dorfschulen bestanden in Nordick (1907–1968), Leblich-West (1934–1969) und Leblich-Ost (1934–1969).
Die katholische Kirche betreibt eine kleine öffentliche Bücherei am Rathausplatz. Gemeinsam mit Velen, Reken, Gescher, Raesfeld und Borken beteiligt sich Heiden an der Volkshochschule Borken sowie gemeinsam mit Raesfeld und Borken an der Musikschule Borken.

#### Marienschule
Die Marienschule (nach der heiligen Maria) ist im Süden des Ortes gegenüber dem Friedhof gelegen. Sie wird je nach Bedarf drei- oder vierzügig betrieben. Etwa 350 Schüler werden hier unterrichtet. Das U-förmige Schulgebäude besteht aus einem Altbau, in dem der Verwaltungsapparat sowie die ersten Klassen untergebracht sind. Im Verbindungstrakt sind Musikräume und eine Ganztagsschule eingerichtet, wobei diese unabhängig von der Schule verwaltet wird. Das dreistöckige Neubaugebäude schließt sich daran an. Hier sind die Klassen 2–4 untergebracht. Die Marienschule betreibt ein eigenes Schwimmbecken sowie eine Turnhalle, die allerdings auch von anderen Vereinen genutzt werden. Der Schulhof wurde in den Jahren 2011 und 2012 umgestaltet und das Schulgelände eingezäunt. Direkt an der Schule liegt die Schützenfestwiese und das Sport- und Freizeitzentrum.
Der Vorgängerbau der Marienschule war die Georgschule (1910–1958) an der Lembecker Straße. Sie ist heute Standort eines Fitnessstudios.

#### Ludgerusschule
Die Ludgerus-Hauptschule befand sich im Norden des Ortes. Aufgrund ständig sinkender Schülerzahlen fusionierte sie mit einer Realschule aus dem Nachbarort Ramsdorf. Ab Sommer 2018 wurde der Standort Heiden endgültig aufgegeben. Die Folgenutzung des Schulgebäudes besteht unter anderem im örtlichen Jugendtreff und einem Kindergarten. Der Gebäudekomplex trägt heute den Titel „Haus der Begegnung“.

### Verkehr

#### Straßen
Heiden liegt westlich der Bundesautobahn 31 (Anschlussstelle Reken/Heiden). Von hier führt die L 600 südlich an Heiden vorbei nach Borken. An der benachbarten Anschlussstelle Borken kreuzt die A 31 die nördlich an der Ortschaft vorbeiführende Bundesstraße 67, die nahe Borken auf die Bundesstraße 70 (Borken–Raesfeld) trifft. Eine weitere wichtige Verkehrsader ist die L 829, die von Marbeck über Heiden nach Velen führt. Weitere Kreisstraßen führen nach Gemen, Ramsdorf, Reken und Lembeck. Alle Landes- und Kreisstraßen verlaufen nicht durch den Ortskern, sondern werden über eine Umgehungsstraße geleitet.

#### Öffentliche Verkehrsmittel
An der von Borken ins Ruhrgebiet verlaufenden Bahnstrecke liegt in Ortsnähe an der Grenze zum Borkener Stadtteil Marbeck ein Haltepunkt des RE 14 „Emscher-Münsterland-Express“ von Essen nach Borken (Westf), der im Stundentakt bedient wird. Eine Busverbindung vom Hauptort zum Bahnhof besteht seit 2017 durch den BürgerBus B9 nur alle zwei Stunden.
An der Kreisstraße nach Ramsdorf hält der Schnellbus nach Bocholt und Münster. Innerorts ist die Station Alter Kirchplatz wichtigster Bushaltepunkt. Der Regionalbus 74 fährt stündlich nach Borken und Reken. Weitere Busse fahren nur unregelmäßig und vor allem zu Schulzwecken.
| Linie        | Linienverlauf                                                                                          | Takt                                            | Betreiber                    |
| ------------ | --- | ----------------------------------------------- | ---------------------------- |
| S75          | Münster (Westf) Hbf – Merfeld – Maria Veen – Borken – Rhedebrügge – Rhede – Bocholt – Bocholt Bustreff | 30/60 min (Mo–Fr), 60 min (Sa), 120 min (So)    | B. Menchen GmbH/Westfalenbus |
| R74          | Hülsten, Schule – Maria Veen – Groß Reken – Heiden – Borken – Borken, Friedhof                         | 60 min mit Verstärkern (Mo–Fr), 120 min (Sa–So) | Regionalverkehr Münsterland  |
| BürgerBus B9 | Borken – Marbeck Bahnhof – Heiden Alter Kirchplatz                                                     | Mo–Fr (8–18) 120 Minuten                        |                              |

## Persönlichkeiten
- Johann Bernhard Knake (* 1774; † 1856), Begründer des ehemaligen Klavierbauunternehmens Gebrüder Knake AG
- Hans-Peter Kemper (* 1944), SPD-Politiker (1993–2005 MdB)
- Hans-Karl Eder (* 1950), Mathematiker und Buchautor
- Herbert Lütkebohmert (* 1948; † 1993), Fußballspieler (u. a. beim FC Schalke 04)
- Manfred Fischedick (* 1964), Energie- und Klimaforscher
- Matthias Seier (* 1993), Dramaturg